# 迈克·康利
小麥可·亞歷克斯·康利（英語：Michael Alex Conley Jr.，1987年10月11日—），出生於美國阿肯色州的費耶特維爾，為現役美國職業籃球運動員，目前效力於NBA聯盟的明尼蘇達灰狼，場上主要位置為控球后卫。
康利出生於体育世家，其父老迈克·康利曾获得奥运会三级跳远金牌及銀牌，他還是匹茲堡鋼人線衛史蒂夫·康利的侄子。康利高中就讀於印第安納州印第安納波利斯的勞倫斯北部高中，他和日後與他一起加入俄亥俄州立大學七葉樹隊的格雷格·歐登成为队友，並成為其御用控衛。
康利在2007年NBA選秀中於首輪第四順位被曼菲斯灰熊選中，其出賽場次、得分、助攻、抄截和三分命中数均位列灰熊队史第一。雖然他的個子不高，但防守強悍、抄截判斷準確，更是傳球第一的穩健型控衛，擅長與隊友馬克·蓋索執行擋拆戰術、投中距離，是曼菲斯灰熊中樞。於2013年入选NBA最佳防守陣容第二隊，4次荣获NBA最佳運動精神獎。

## 高中生活
康利高中就讀於印第安納州印第安納波利斯當地的勞倫斯北部高中。作為先發控球後衛，康利帶領勞倫斯北部高中連續拿下三次州冠軍，並創紀錄地在四年內帶隊取得103勝7敗的戰績。在他畢業的那一年，總共送出了123次助攻。康利在印第安納州籃球先生的評選中得到了第二名，僅次於隊友格雷格·歐登，而後者獲得了當年的全國最佳球員榮譽。此外康利也入選了麥當勞全美最佳高中生陣容，這是當前高中籃球領域內的最高個人榮譽。在麥當勞高中全明星賽上，康利拿下全隊最高的10個籃板。
畢業後他與兩位在業餘體育聯合會下打球的隊友－戴奎恩·庫克和格雷格·歐登一道加盟了俄亥俄州立大學。

## 大學生涯
大一的賽季，康利39场比赛全部擔任先发，場均能夠得到11.3分，為全队第3，6.1次助攻以及2.2次抢断位列全队第一。投篮命中率52%，3分球命中率30%。21次得分达到两位数，在往總決賽的路上，俄亥俄州大擊敗康乃狄克大學、澤維爾大學、田納西大學、孟菲斯大學以及喬治城大學，但最後在總決賽中敗給了重回全國冠軍的佛羅里達大學。康利在對上澤維爾大學的比賽中表現優異，拿到了21分，4次助攻，2次抄截和3次阻攻。康利在6场锦标赛中平均得到16.0分，4.8次助攻，2.0次抢断以及5.0个篮板。
康利的大一賽季，總計拿到441分和238次助攻，並入選第一隊。在他的大一賽季結束之後，康利與隊友格雷格·奥登和戴奎恩·庫克共同宣布投入2007年NBA選秀。

### 大學統計數據
| 賽季    | 大學           | 上場次數 | 先發次數 | 上場時間 | 投篮命中率 | 三分球命中率 | 罚球命中率 | 篮板 | 助攻 | 抄截 | 阻攻 | 得分 |
| ------- | -------------- | -------- | -------- | -------- | ---------- | ------------ | ---------- | ---- | ---- | ---- | ---- | ---- |
| 2006-07 | 俄亥俄州立大學 | 39       | 39       | 31.6     | 51.8       | 30.4         | 69.4       | 3.4  | 6.1  | 2.2  | 0.3  | 11.3 |
| 生涯    |                | 39       | 39       | 31.6     | 51.8       | 30.4         | 69.4       | 3.4  | 6.1  | 2.2  | 0.3  | 11.3 |

## NBA生涯

### 孟菲斯灰熊（2007-2019）

#### 早年
康利與俄亥俄州立大學校隊隊友格雷格·奥登和戴奎恩·庫克共同宣布投入2007年NBA選秀。康利和奧登由康利的父親代表為代理人。康利在第一輪第四順位被孟菲斯灰熊選中，與格雷格·奥登，凱文·杜蘭特和埃爾·霍弗德都是前四名。
康利在2008年1月第一次出場。康利的前五場比賽得分分別是5分，10分，11分，11分，15分。他在對上克利夫蘭騎士的比賽中貢獻了7次助攻。新秀賽季結束後，康利平均每場9.4分和4.2次助攻。
康利在2009年成為灰熊隊的先發控球後衛。在2010年3月31日，他在對上達拉斯小牛的比賽中獲得了25分。康利本次賽季平均能拿到12.0分和5.3次助攻。

#### 2010-11賽季
2010年11月在续约截止日前，灰熊与康利完成续约，成为2007年選秀第五位被提前续约的球员。他的新合約为期5年4500万美元。
2011年2月1日，在灰熊以100-97战胜奥兰多魔术的比赛中，康利攻下26分11次助攻，生涯第一次取得20+10+的表现。
本季康利平均貢獻了13.7次和6.5次助攻，幫助灰熊隊在五年內首次進入季後賽。他們在西區以第八種子進入季後賽，並在第一輪淘汰了聖安東尼奧馬刺，但在第二輪輸給了俄克拉荷马城雷霆。

#### 2011-12賽季
由於賽季開始前的勞資談判未能達成一致，本賽季直到2011年12月26日才正式開始。康利在66場比賽中打了62場，平均能得到12.7分和6.5次助攻。康利和灰熊隊順利進入季後賽，但被洛杉磯快艇在第一輪的七場比賽中淘汰。

#### 2012-13賽季
2013年3月19日，在灰熊和明尼蘇達森林狼的比赛中，康利连续57场比赛有抄截入账，并以赛季抄截174次创造了灰熊队纪录。
2013年4月2日，在灰熊对阵马刺的比赛中，凭借迈克·康利最后时刻连得5分，在终场前0.6秒的上篮命中，绝杀了马刺。灰熊获得三连胜，主场12连胜，这也是球队历史上第二长的主场连胜纪录。該賽季康利以平均每場14.6分，6.1次助攻和2.8個籃板帶領灰熊隊再次進入季后賽。首轮灰熊对上洛杉磯快艇的比赛，康利砍下20分6助攻3篮板，第六场比赛，康利攻下23分4篮板7助攻，灰熊以4-2的成績逆转快船挺进西区半决赛。整轮系列赛康利场均得到17.3分8.3助攻4篮板1.2抄截，只有1.7个失误。5月8日，灰熊客场对上俄克拉荷马城雷霆，康利拿到26分、10个篮板和9次助攻的准大三元成績，帮助灰熊以99-93取得胜利，从而赢得系列赛主场优势。整轮系列赛，康利场均拿到18分6.4篮板6.8助攻2.2抢断，灰熊以4-1击败雷霆进入西区决赛，但最後被聖安東尼奧馬刺4-0給淘汰。
2013年5月14日，康利生涯第一次入選NBA最佳防守陣容第二隊。

#### 2013-14賽季
2014年1月30日，康利在灰熊队击败沙加緬度国王的比赛中出场，代表灰熊队出战480场比赛的记录，超越了前队友鲁迪·盖伊，排名灰熊队队史第一。3月13日，在灰熊与紐澳良鹈鹕比赛的最后1.5秒，康利依靠跳投完成准绝杀，使灰熊以90-88取得四连胜。隨著灰熊連續四年進入季后賽，康利在今年的場均高達17.2分，6.0次助攻和2.9個籃板。他們在第一輪被俄克拉荷马城雷霆在七場比賽中淘汰。
2014年4月24日，NBA官方宣布，康利獲得了2013-14賽季NBA最佳運動精神獎，康利成为灰熊队队史上第一个获此奖项的球员。

#### 2014-15賽季
2014年12月13日，康利打出職業生涯最高的36分，幫助灰熊隊延長賽擊敗費城76人。灰熊再次進入季后賽。他們在第一輪面對波特蘭拓荒者，在五場比賽中擊敗了他們。在系列賽第3場比賽結束時，康利遭受了面部骨折，錯過了第一輪的剩餘比賽。他也錯過了第二輪對金州勇士的第一場比賽。2015年季後賽第2輪第2戰，康利戴著面罩重返球場，攻下22分，搭配托尼·阿倫鎖死金州勇士「浪花兄弟」，幫助灰熊攻破勇士主場，系列賽扳成1:1平手。然而，他們最終在六場比賽中慘遭淘汰。截至2017年4月，他尚未得到任何的技術犯規。

#### 2015-16賽季
2015年10月31日，康利總得分超越沙里夫·阿卜杜·拉希姆（7,801），成為灰熊隊史得分榜的第三名。他在對上布魯克林籃網的比賽中攻下了22分，完成了7,821分。2016年1月18日，康利在錯過了六場比賽后又回到了球隊，並以15分10助攻記錄了本賽季的第三個雙人雙打，幫助灰熊以101- 99打敗了新奧爾良鵜鶘。當天早上，他被選為2016年美國奧運隊的30名入圍者之一。2月28日，灰熊客场以106-111不敌太阳，康利上场30分钟，16投6中得到了19分1篮板8助攻。在灰熊的职业生涯总得分达到了8,570分，超越了鲁迪·盖伊的8562分，成为灰熊队史得分第二多的球员。
3月12日，康利左腳受傷。隨後，由隊醫重新評估，4月4日，康利受傷之後的灰熊隊在西區聯盟排名第七，沒有康利和馬克·蓋索，灰熊在第一輪季后賽中被聖安東尼奧馬刺淘汰。4月23日，康利第二次獲得了NBA最佳運動精神獎。

#### 2016-17賽季
2016年7月14日，康利與灰熊隊重新簽約，灰熊和康利簽下了5年1.53億美元的頂級合約是NBA歷史上最大的合同。在11月17日，灰熊客场111-107战胜了快船，康利全场比赛打了38分钟，12投9中，三分球9投7中，罚球6罚5中，拿到了30分8助攻5篮板3抢断。7记三分球追平了康利的生涯纪录。11月29日，康利因為骨折而缺席了六至八週的比賽。12月17日，灰熊主场92-96敗给了国王。全场比赛康利出场27分钟，7投2中得到了8分3篮板6助攻。加上得到的8分，康利在灰熊總得分來到了8969分，超越了保罗·加索尔的8966分，成为了灰熊队史得分王。
2017年1月30日，灰熊隊以115-98戰勝了鳳凰城太陽，康利攻下了職業生涯最高的38分。3月29日，康利幫助灰熊以110-97擊敗印第安納溜馬。2月16日，灰熊在主场对上鹈鹕，康利出場了33分钟，15投5中，三分球9投3中，罚球6罚4中，拿到了17分4助攻2篮板。康利生涯至今在常规赛已经命中了845个三分，超越了迈克·米勒的844顆，排名升至灰熊队史第一位。
2017年4月26日，灰熊以103-116不敌马刺。此戰康利出场35分钟，得到26分6助攻4抢断。加上本场比赛的6次助攻，康利季后赛总助攻数达到了372次，超过泰肖恩·普林斯的368次，与兰尼·威尔肯斯并列历史第80名。4月28日，马刺103-96战胜灰熊。康利本场比赛拿到5次助攻，季后赛助攻总数达到377次。季后赛助攻总数超过了杰森·特里和埃里克·斯诺，上升至历史第78位。

#### 2017-18賽季
2017年10月19日，灰熊以103-91战胜了鹈鹕。康利出场32分钟，15投9中得到27分5篮板3助攻2抄截。康利本场得到27分刷新了自己个人開幕战最高得分。

### 犹他爵士（2019-2023）

#### 2019-20賽季
2019年6月19日，據記者Shams報導，康利被灰熊交易至猶他爵士，換取杰-克劳德、凯尔-科沃尔、格雷森-阿伦、2019年选秀首轮23号签以及一个2020年的受保护首轮签。

#### 2020-21賽季
2020-21賽季，因為太陽後衞德文·布克受傷，康利頂替他參加2022年NBA全明星賽，這是康利生涯首次入選全明星陣容。據統計，他是NBA歷史上首位在職業生涯第14個賽季後才首次入選全明星的球員。

### 明尼蘇達灰狼（2023-至今）
2023年2月9日，康利在三隊交易中被交易到明尼蘇達灰狼，與他的前灰熊隊隊友凱爾·安德森和爵士隊隊友魯迪·戈貝爾重聚。

## 職業生涯數據

### NBA例行賽數據統計
| 賽季    | 球隊   | GP    | GS  | MPG  | FG%  | 3P%  | FT%  | RPG | APG | SPG | BPG | PPG  |
| ------- | ------ | ----- | --- | ---- | ---- | ---- | ---- | --- | --- | --- | --- | ---- |
| 2007–08 | MEM    | 53    | 46  | 26.1 | .428 | .330 | .732 | 2.6 | 4.2 | .8  | .0  | 9.4  |
| 2008–09 | MEM    | 82*   | 61  | 30.6 | .442 | .406 | .817 | 3.4 | 4.3 | 1.1 | .1  | 10.9 |
| 2009–10 | MEM    | 80    | 80  | 32.1 | .445 | .387 | .743 | 2.4 | 5.3 | 1.4 | .2  | 12.0 |
| 2010–11 | MEM    | 81    | 81  | 35.5 | .444 | .369 | .733 | 3.0 | 6.5 | 1.8 | .2  | 13.7 |
| 2011–12 | MEM    | 62    | 61  | 35.1 | .433 | .377 | .861 | 2.5 | 6.5 | 2.2 | .2  | 12.7 |
| 2012–13 | MEM    | 80    | 80  | 34.5 | .440 | .362 | .830 | 2.8 | 6.1 | 2.2 | .3  | 14.6 |
| 2013–14 | MEM    | 73    | 73  | 33.5 | .450 | .361 | .815 | 2.9 | 6.0 | 1.5 | .2  | 17.2 |
| 2014–15 | MEM    | 70    | 70  | 31.8 | .446 | .386 | .859 | 3.0 | 5.4 | 1.3 | .2  | 15.8 |
| 2015–16 | MEM    | 56    | 56  | 31.4 | .422 | .363 | .834 | 2.9 | 6.1 | 1.2 | .3  | 15.3 |
| 2016–17 | MEM    | 69    | 68  | 33.2 | .459 | .407 | .859 | 3.5 | 6.3 | 1.3 | .3  | 20.5 |
| 2017–18 | MEM    | 12    | 12  | 31.1 | .381 | .312 | .803 | 2.3 | 4.1 | 1.0 | .3  | 17.1 |
| 2018–19 | MEM    | 70    | 70  | 33.5 | .438 | .364 | .845 | 3.4 | 6.4 | 1.3 | .3  | 21.1 |
| 2019–20 | UTA    | 47    | 41  | 29.0 | .409 | .375 | .827 | 3.2 | 4.4 | .8  | .1  | 14.4 |
| 2020–21 | UTA    | 51    | 51  | 29.4 | .444 | .412 | .852 | 3.5 | 6.0 | 1.4 | .2  | 16.2 |
| 2021–22 | UTA    | 72    | 72  | 28.6 | .435 | .408 | .796 | 3.0 | 5.3 | 1.3 | .3  | 13.7 |
| 2022–23 | UTA    | 43    | 42  | 29.7 | .408 | .362 | .813 | 2.5 | 7.7 | 1.0 | .2  | 10.7 |
| 2022–23 | MIN    | 24    | 24  | 31.4 | .460 | .420 | .863 | 3.1 | 5.0 | 1.2 | .2  | 14.0 |
| 生涯    | 生涯   | 1,025 | 988 | 31.8 | .439 | .382 | .820 | 3.0 | 5.7 | 1.4 | .2  | 14.7 |
| 明星賽  | 明星賽 | 1     | 0   | 41.0 | .876 | .200 | .000 | 1.0 | 2.0 | 1.0 | 0.0 | 28.0 |

### NBA附加賽數據統計
| 賽季 | 球隊 | GP | GS | MPG  | FG%  | 3P%  | FT%   | RPG | APG | SPG | BPG | PPG  |
| ---- | ---- | -- | -- | ---- | ---- | ---- | ----- | --- | --- | --- | --- | ---- |
| 2023 | MIN  | 2  | 2  | 36.8 | .647 | .667 | 1.000 | 3.5 | 3.5 | 3.0 | 1.0 | 18.5 |
| 生涯 | 生涯 | 2  | 2  | 36.8 | .647 | .667 | 1.000 | 3.5 | 3.5 | 3.0 | 1.0 | 18.5 |

### NBA季後賽數據統計
| 賽季 | 球隊 | GP | GS | MPG  | FG%  | 3P%  | FT%   | RPG | APG | SPG | BPG | PPG  |
| ---- | ---- | -- | -- | ---- | ---- | ---- | ----- | --- | --- | --- | --- | ---- |
| 2011 | MEM  | 13 | 13 | 39.0 | .388 | .297 | .830  | 3.8 | 6.4 | 1.1 | .2  | 15.2 |
| 2012 | MEM  | 7  | 7  | 39.6 | .421 | .500 | .750  | 3.3 | 7.1 | .9  | .0  | 14.1 |
| 2013 | MEM  | 15 | 15 | 38.3 | .384 | .281 | .763  | 4.7 | 7.1 | 1.7 | .3  | 17.0 |
| 2014 | MEM  | 7  | 7  | 38.1 | .431 | .111 | .769  | 4.6 | 7.9 | 2.0 | .1  | 15.9 |
| 2015 | MEM  | 8  | 8  | 30.4 | .427 | .303 | .821  | 1.1 | 5.0 | 1.4 | .0  | 14.4 |
| 2017 | MEM  | 6  | 6  | 37.3 | .485 | .447 | .838  | 3.3 | 7.0 | 1.7 | .5  | 24.7 |
| 2020 | UTA  | 5  | 5  | 33.0 | .484 | .529 | .864  | 2.8 | 5.2 | 1.6 | .5  | 19.8 |
| 2021 | UTA  | 6  | 6  | 29.3 | .426 | .486 | 1.000 | 3.5 | 7.7 | .2  | .2  | 15.3 |
| 2022 | UTA  | 6  | 6  | 29.0 | .333 | .200 | .800  | 3.2 | 4.8 | .8  | .3  | 9.2  |
| 2023 | MIN  | 5  | 5  | 36.6 | .476 | .455 | .909  | 2.6 | 6.4 | .6  | .0  | 12.0 |
| 生涯 | 生涯 | 78 | 78 | 35.8 | .417 | .357 | .811  | 3.5 | 6.5 | 1.3 | .2  | 15.8 |

## 個人生活
康利是虔誠的基督徒。談到他的宗教信仰時曾說： "耶穌代表世界，耶穌代表一切。"
康利的父親老麥克·康利（Michael Conley Sr.）曾經是奧運選手，曾獲得奧運會三級跳遠金牌。康利也是前美國足球後衛史蒂夫·康利（Steve Conley）的侄子。
2014年7月5日，康利與他交往多年的女友瑪麗佩魯索（Mary Peluso）結婚。2016年，這對夫婦迎來了他們的第一個孩子－Myles Alex Conley。